# Parinya Chuaimaroeng
Parinya Chuaimaroeng (* 16. Dezember 1997 in Udon Thani) ist eine thailändische Leichtathletin, die im Weit- und Dreisprung an den Start geht. Sie ist in beiden Disziplinen momentane Inhaberin des Landesrekords und wurde 2019 Asienmeisterin im Dreisprung und gewann 2018 die Silbermedaille bei den Asienspielen.

## Sportliche Laufbahn
Erste Erfahrungen bei internationalen Wettbewerben sammelte Parinya Chuaimaroeng bei den Jugendasienspielen 2013 in Nanjing, bei denen sie mit 5,61 m die Bronzemedaille im Weitsprung gewann. 2016 gewann sie bei den Juniorenasienmeisterschaften in der Ho-Chi-Minh-Stadt mit thailändischem Juniorinnenrekord von 6,28 m die Silbermedaille hinter der Vietnamesin Nguyễn Thị Trúc Mai. Daraufhin nahm sie an den U20-Weltmeisterschaften im polnischen Bydgoszcz teil und wurde dort mit 6,07 m im Finale Neunte. 2017 wurde sie bei den Südostasienspielen in Kuala Lumpur mit 6,04 m Sechste im Weitsprung und gewann mit 13,32 m die Bronzemedaille im Dreisprung hinter der Vietnamesin Vũ Thị Mến und Maria Natalia Londa aus Indonesien. Anfang September belegte sie bei den Asian Indoor & Martial Arts Games in Aşgabat mit 12,87 m den sechsten Platz im Dreisprung. Im darauffolgenden Jahr qualifizierte sie sich für die Asienspiele in Jakarta, bei denen sie mit 6,26 m Rang sieben belegte. Wenige Tage darauf gewann sie mit 13,93 m die Silbermedaille hinter der Kasachin Olga Rypakowa.
2019 siegte sie mit 13,72 m bei den Asienmeisterschaften in Doha und erhielt damit ein Freilos für die Weltmeisterschaften, die im Oktober ebendort stattfinden. Anschließend wurde sie bei der Sommer-Universiade in Neapel mit einer Weite von 13,18 m Elfte. Bei den Weltmeisterschaften ging sie nicht an den Start, siegte aber im Dezember bei den Südostasienspielen in Capas mit 13,75 m im Dreisprung und gewann im Weitsprung mit 6,23 m die Silbermedaille hinter der Indonesierin Londa. 2022 gewann sie dann bei den Südostasienspielen in Hanoi mit 13,66 m erneut die Goldmedaille im Dreisprung. Im Jahr darauf siegte sie mit 13,60 m bei den Südostasienspielen in Phnom Penh im Dreisprung und belegte mit 6,00 m den vierten Platz im Weitsprung. Anschließend gelangte sie bei den Asienmeisterschaften in Bangkok mit 13,58 m auf den fünften Platz im Dreisprung. Im August wurde sie bei den World University Games in Chengdu mit 12,85 m Elfte und erreichte im Oktober bei den Asienspielen in Hangzhou mit 13,22 m Rang sieben. 2024 gelangte sie bei den Hallenasienmeisterschaften in Teheran mit 12,37 m auf Rang neun und im Jahr darauf wurde sie mit 12,41 m ebenfalls Neunte.
In den Jahren von 2016 bis 2018 sowie 2020 und 2021 wurde Chuaimaroeng thailändische Meisterin im Dreisprung sowie 2017 und 2018 auch im Weitsprung. Sie ist Studentin an der Universität Bangkok.

## Persönliche Bestleistungen
- Weitsprung: 6,41 m (+0,7 m/s), 4. Mai 2018 in der Bangkok (thailändischer Rekord)
- Dreisprung: 14,17 m (+1,0 m/s), 25. Mai 2018 in Taipeh (thailändischer Rekord)